# Torneo de Hobart 2020
El Hobart International 2020 fue un evento de tenis de la WTA International. Se disputó en Hobart (Australia), en cancha dura al aire libre, formando parte de una serie de eventos que sirven de antesala al Abierto de Australia 2020, entre el 13 y el 18 de enero de 2020.

## Distribución de puntos
| Modalidad           | Campeona | Finalista | Semifinales | Cuartos de final | 2ª ronda | 1ª ronda | Clasificadas | 2ª ronda de clasificación | 1ª ronda de clasificación |
| Individual femenino | 280      | 180       | 110         | 60               | 30       | 1        | 18           | 12                        | 1                         |
| Dobles femenino     | 280      | 180       | 110         | 60               | 1        | -        | -            | -                         | -                         |

## Cabezas de serie

### Individuales femenino
| Tenista              | Ranking | Preclasificada |
| Elise Mertens        | 17      | 1              |
| Garbiñe Muguruza     | 35      | 2              |
| Elena Rybakina       | 36      | 3              |
| Shuai Zhang          | 38      | 4              |
| Veronika Kudermétova | 42      | 5              |
| Magda Linette        | 43      | 6              |
| Rebecca Peterson     | 44      | 7              |
| Caroline Garcia      | 46      | 8              |

- Ranking del 6 de enero de 2020.[2]

### Dobles femenino
| Tenista                             | Ranking | Preclasificada |
| Hao-Ching Chan Latisha Chan         | 30      | 1              |
| Shuai Peng Shuai Zhang              | 60      | 2              |
| Makoto Ninomiya Renata Voráčová     | 115     | 3              |
| Georgina García Pérez Sara Sorribes | 133     | 4              |

## Campeonas

### Individual femenino
Elena Rybakina venció a  Shuai Zhang por 7-6(9-7), 6-3

### Dobles femenino
Nadiia Kichenok /  Sania Mirza vencieron a  Shuai Peng /  Shuai Zhang por 6-4, 6-4